# Kołobrzeg (gmina wiejska)
Kołobrzeg – gmina wiejska w północno-zachodniej Polsce, w województwie zachodniopomorskim, w powiecie kołobrzeskim, położona na Pobrzeżu Szczecińskim i Pobrzeżu Koszalińskim.
Siedzibą gminy jest miasto Kołobrzeg, które nie wchodzi w skład gminy (jest osobną gminą miejską).
Według danych z 31 grudnia 2016 r. gmina miała 10 708 mieszkańców.
Miejsce gminy Kołobrzeg w województwie (na 114 gmin):

powierzchnia 74., ludność 43.

## Powierzchnia
Według danych z 1 stycznia 2009 powierzchnia gminy wynosi 144,03 km². Gmina stanowi 19,9% powierzchni powiatu.
Sąsiednie gminy:
- Kołobrzeg (miasto), Dygowo, Gościno, Siemyśl i Ustronie Morskie (powiat kołobrzeski)
- Trzebiatów (powiat gryficki)

Gmina Kołobrzeg została utworzona w 1972 r. Do 1998 r. gmina należała administracyjnie do województwa koszalińskiego.

## Miejscowości i podział administracyjny
Gmina Kołobrzeg utworzyła 22 jednostki pomocnicze gminy, będące sołectwami.
| Sołectwa             | Miejscowości                                         |
| -------------------- | ---------------------------------------------------- |
| Sołectwo Błotnica    | Błotnica                                             |
| Sołectwo Bogucino    | Bogucino                                             |
| Sołectwo Bogusławiec | Bogusławiec, Budzimskie, Sobiemierz (niezamieszkany) |
| Sołectwo Budzistowo  | Budzistowo                                           |
| Sołectwo Drzonowo    | Drzonowo, Głąb                                       |
| Sołectwo Dźwirzyno   | Dźwirzyno, Wólka (niezamieszkana)                    |
| Sołectwo Głowaczewo  | Głowaczewo                                           |
| Sołectwo Grzybowo    | Grzybowo                                             |
| Sołectwo Karcino     | Karcino, Rogozina, Sieradowo, Świerszczewo           |
| Sołectwo Kądzielno   | Kądzielno                                            |
| Sołectwo Korzystno   | Korzystno, Korzyścienko                              |
| Sołectwo Niekanin    | Niekanin                                             |
| Sołectwo Nowogardek  | Nowogardek                                           |
| Sołectwo Nowy Borek  | Nowy Borek                                           |
| Sołectwo Obroty      | Obroty                                               |
| Sołectwo Przećmino   | Przećmino                                            |
| Sołectwo Rościęcino  | Rościęcino, Bezpraw, Kopydłówko                      |
| Sołectwo Samowo      | Samowo                                               |
| Sołectwo Sarbia      | Sarbia                                               |
| Sołectwo Stary Borek | Stary Borek                                          |
| Sołectwo Stramnica   | Stramnica, Przylaski (niezamieszkane)                |
| Sołectwo Zieleniewo  | Zieleniewo                                           |

## Demografia
Według danych z 31 grudnia 2016 r. gmina miała 10 708 mieszkańców, co stanowi 13,5% ludności powiatu. Gęstość zaludnienia wynosi 74,3 osoby na km².

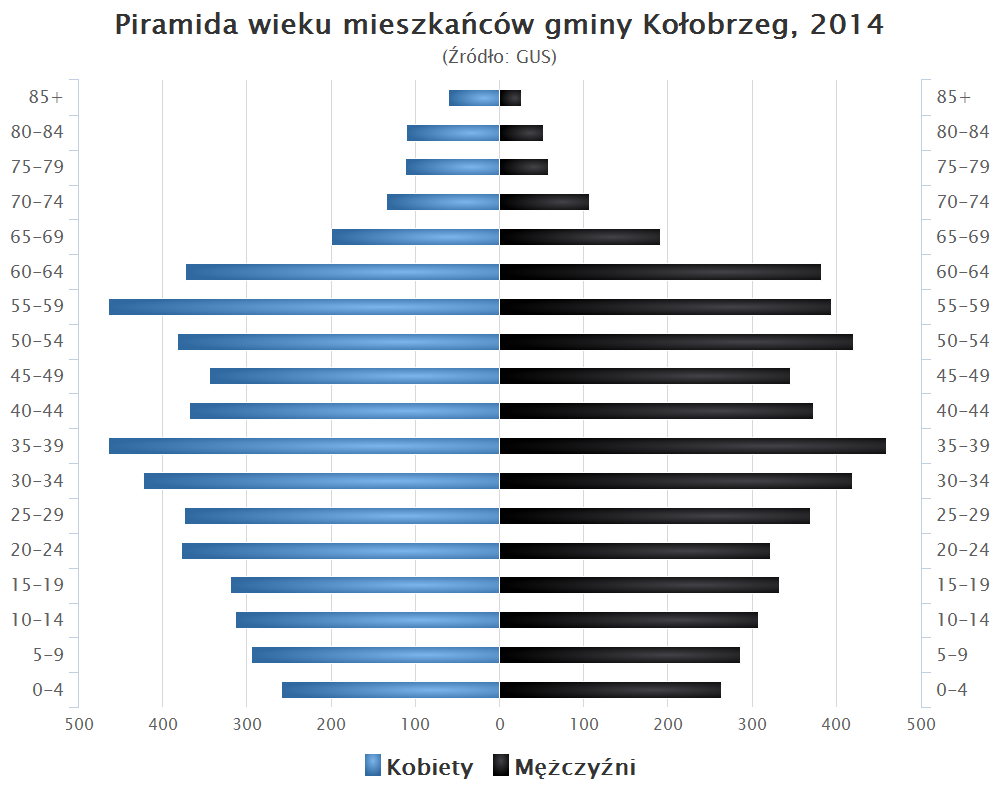
Piramida wieku mieszkańców gminy Kołobrzeg w 2014 roku

Dane z 31 grudnia 2016 r.:
| Opis      | Ogółem | Ogółem | Kobiety | Kobiety | Mężczyźni | Mężczyźni |
| --------- | ------ | ------ | ------- | ------- | --------- | --------- |
| Jednostka | osób   | %      | osób    | %       | osób      | %         |
| Populacja | 10 708 | 100    | 5468    | 51,06   | 5240      | 48,94     |

## Przyroda i turystyka

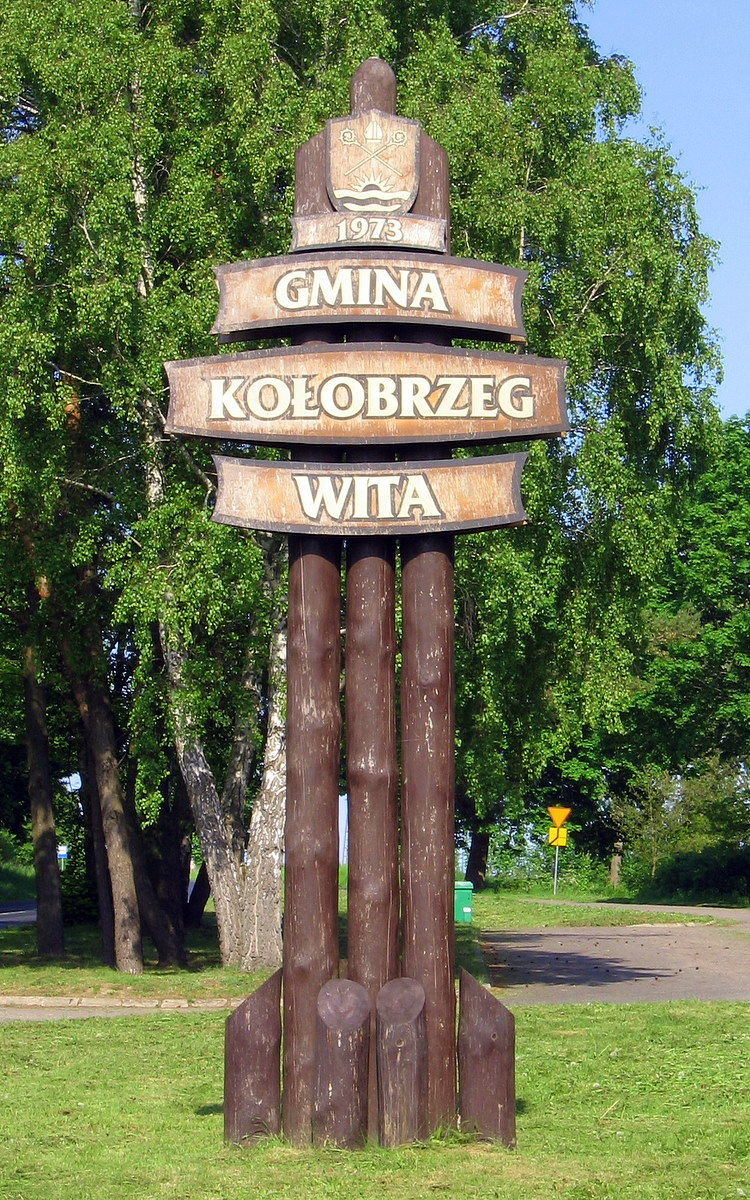
Witacz gminy

Gmina leży na Wybrzeżu Trzebiatowskim oraz na równinach: Gryfickiej i Białogardzkiej nad Morzem Bałtyckim. Obszar gminy urozmaicony jest niewielkimi wzniesieniami, porośnięty lasami, wśród których przepływa rzeka Parsęta dostępna dla kajaków. Przez zachodnią część przepływają rzeczki Błotnica i Dębosznica wpadające do największego w tym rejonie jeziora Resko Przymorskie. Tereny leśne zajmują 11% powierzchni gminy, a użytki rolne 69%.
Głównymi centrami turystyki w gminie Kołobrzeg są nadmorskie miejscowości Grzybowo i Dźwirzyno. W okresie wakacji liczba mieszkańców tych miejscowości rośnie kilkakrotnie. W obu tych miejscowościach znajduje się rozbudowana sieć restauracji, hoteli, pensjonatów i in.
Przez teren gminy wiedzie rowerowy szlak turystyczny o nazwie „Szlak Orlich Gniazd” oznaczony niebieskim rowerem na białym tle. Zaczyna się w Grzybowie, gdzie na tablicy informacyjnej podano informacje o długości trasy oraz jej charakterystykę. Szlak rowerowy biegnie dalej przez Dźwirzyno, Karcino, Sarbię, Nowogardek i kończy się we wsi Głowaczewo. Na całej długości ustawione są tablice poglądowe, miejsca do odpoczynku oraz zadaszenia przeciwdeszczowe.
Obecnie na terenie gminy znajduje się również położona na miejscu dawnego podkładu kolejowego ścieżka rowerowa („Szlakiem po nasypie kolejki wąskotorowej”) z Zieleniewa przez Bezpraw do Gościna.

## Komunikacja
Przez gminę prowadzą drogi wojewódzkie: nr 102 łączące siedzibę gminy, Kołobrzeg przez Zieleniewo (7 km) do Trzebiatowa (31 km) i nr 162 z Zieleniewa przez Gościno (11 km) do skrzyżowania z drogą krajową nr 6 (21 km) oraz nr 163 z Kołobrzegu przez Dygowo (11 km) do Karlina (29 km).
Kołobrzeg uzyskał połączenie kolejowe w 1859 r. po wybudowaniu odcinka linii do Białogardu, w 1878 r. wydłużoną do Szczecinka, a rok później do Poznania. W 1882 r. otwarto kolejną linię z Gryfic (wcześniej zbudowano część do Goleniowa), a w 1899 r. wydłużono ją do Koszalina. Pod koniec lat 80. XX wieku linie z Kołobrzegu do Poznania i do Koszalina zostały zelektryfikowane. Obecnie w gminie czynne są 4 stacje:
- w kierunku Gryfic, Szczecina: Stary Borek, Głowaczewo, Karcino
- w kierunku Białogardu, Szczecinka: Stramnica.

W gminie czynne są 2 urzędy pocztowe: w Dźwirzynie (nr 78-131) i w Grzybowie (nr 78-132). Gminę obsługują także urzędy pocztowe w Kołobrzegu.

### Historia kolei wąskotorowej
W 1895 r. do Kołobrzegu doprowadzono także kolej wąskotorową o szerokości 1000 mm z Gościna – w późniejszych latach pociągi Kołobrzeskiej Kolei Wąskotorowej kursowały także do Rymania i Gryfic. Na terenie gminy funkcjonowały 3 przystanki kolejowe: Zieleniewo, Bezpraw i Błotnica-Przećmino. W 1961 r. linia została zamknięta, a wkrótce potem rozebrana.

### Komunikacja Miejska Kołobrzeg
Do niektórych miejscowości gminy Kołobrzeg dojeżdżają autobusy KM Kołobrzeg:
- do Budzistowa (linia nr 7, tylko w dni robocze);
- do Zieleniewa (linie nr 1 i 10);
- do Grzybowa (linia nr 6, w VII-VIII linia nr D);
- do Bezprawia (w V-X linia nr 1);
- do Dźwirzyna (w VII-VIII linia nr D);
- do Kądzielna (linia nr 5, w VII-VIII linia nr U).

## Oświata
Dzieci z gminy Kołobrzeg chodzą do szkół i placówek oświatowych działających w gminie Kołobrzeg (SP w Drzonowie, Gimnazjum w Drzonowie, SP w Dźwirzynie, Gimnazjum Społeczne w Dźwirzynie), jak też do szkół i placówek oświatowych znajdujących się w mieście Kołobrzeg. Na terenie gminy znajdują się także punkty przedszkolne.

## Kultura i sport
Na terenie gminy funkcjonuje Biblioteka Publiczna Gminy Kołobrzeg w Zieleniewie z 2 filiami (Budzistowo, Drzonowo).
W gminie Kołobrzeg funkcjonuje kilka klubów sportowych:
- Piast Drzonowo (piłka nożna, Koszalińska Liga Okręgowa)
- Resko Karcino (piłka nożna, A-klasa)
- Solny Grzybowo (szachy)

## Wspólnoty religijne
Teren gminy obejmują parafia rzymskokatolicka Matki Bożej Uzdrowienia Chorych w Dźwirzynie, parafia rzymskokatolicka Chrystusa Króla w Korzystnie i parafia rzymskokatolicka pw. św. Jana Chrzciciela w Sarbii. Wierni z gminy Kołobrzeg uczęszczają także do kościołów w Kołobrzegu.

## Bezpieczeństwo
Na terenie gminy funkcjonuje Posterunek Policji w Dźwirzynie, podlegający Komendzie Powiatowej Policji w Kołobrzegu. Dodatkowo również teren gminy patrolują dzielnicowi z KPP Kołobrzeg.
Na terenie gminy działa 5 jednostek Ochotniczej Straży Pożarnej (Stary Borek, Karcino, Korzystno, Drzonowo, Sarbia), w tym jedna włączona w skład krajowego systemu ratowniczo-gaśniczego (Stary Borek). Akcje wspomaga Komenda Powiatowa Państwowej Straży Pożarnej w Kołobrzegu dysponująca specjalistycznym sprzętem.

## Administracja i samorząd
W 2016 r. wykonane wydatki budżetu gminy wiejskiej Kołobrzeg wynosiły 47,7 mln zł, a dochody budżetu 50,9 mln zł. Według stanu na koniec 2016 r. gmina nie miała zobowiązań budżetowych.
Wójtowie Gminy Kołobrzeg:
- Tadeusz Kowalski (1994–2014)
- Włodzimierz Popiołek (2014–)

Gmina jest obszarem właściwości Sądu Rejonowego w Kołobrzegu. Sprawy z zakresu ubezpieczeń społecznych oraz sprawy gospodarcze są rozpatrywane przez Sąd Rejonowy w Koszalinie. Gmina jest obszarem właściwości Sądu Okręgowego w Koszalinie. Gmina (właśc. powiat kołobrzeski) jest obszarem właściwości miejscowej Samorządowego Kolegium Odwoławczego w Koszalinie.
Mieszkańcy gminy wiejskiej Kołobrzeg razem z mieszkańcami gmin: Dygowo i Ustronie Morskie wybierają 4 radnych do Rady Powiatu w Kołobrzegu, a radnych do Sejmiku Województwa Zachodniopomorskiego w okręgu nr 3. Posłów na Sejm wybierają z okręgu wyborczego nr 40, senatora z okręgu nr 99, a posłów do Parlamentu Europejskiego z okręgu nr 13.
| Nr okręgu | Granice okręgu                               | Liczba radnych |
| --------- | -------------------------------------------- | -------------- |
| 1         | Sołectwo Budzistowo                          | 1              |
| 2         | Sołectwa Kądzielno, Stramnica                | 1              |
| 3         | Sołectwa Bogucino, Niekanin, Obroty          | 1              |
| 4         | część Zieleniewa                             | 1              |
| 5         | część Zieleniewa                             | 1              |
| 6         | część Zieleniewa                             | 1              |
| 7         | Sołectwa: Błotnica, Przećmino, Rościęcino    | 1              |
| 8         | Sołectwo Dźwirzyno                           | 1              |
| 9         | Sołectwa Głowaczewo, Karcino                 | 1              |
| 10        | część sołectwa Drzonowo                      | 1              |
| 11        | część sołectwa Drzonowo, sołectwo Nowogardek | 1              |
| 12        | Sołectwa: Bogusławiec, Samowo, Sarbia        | 1              |
| 13        | część Grzybowa                               | 1              |
| 14        | część Grzybowa                               | 1              |
| 15        | Sołectwa: Korzystno, Stary Borek, Nowy Borek | 1              |
|           | Razem (Σ)                                    | 15             |

## Współpraca międzynarodowa
- gmina Ferdinandshof w powiecie Vorpommern-Greifswald w kraju związkowym Meklemburgia-Pomorze Przednie – obie gminy podpisały umowę partnerską w 1996 roku, w ramach której współpracują na płaszczyźnie oświaty, kultury, sportu, wymiany klubów seniorów oraz drużyn strażackich[15].